# Батманка (річка)
Батма́нка (ін. Батманівка, Батмановка) — мала річка в Україні, притока Кривого Торця, впадає поблизу села Троїцьке. Басейн Казенного Торця. Довжина 9,6—10,25 км. Площа водозбірного басейну 25 км². Похил 11,6 м/км.
Батманка протікає однойменною балкою, у посушливий час фактично пересихає. Назва походить із татарської — батат, батан — річка, що біжить серед боліт та низин. У Батманку впадають балка Довга (ліва) та декілька безіменних струмків.
Бере початок біля с. Михайлівка. Тече територією Горлівської міської ради та Ясинуватського району Донецької області через с. Михайлівка, с-ще. Ставки та с. Троїцьке.
Екологічний стан проб у створі по балці Батманка поблизу с. Михайлівка свідчить про незначне перевищення зваженими речовинами — до 1,13 ГДК.